# Église Notre-Dame-la-Riche
Pour les articles homonymes, voir Église Notre-Dame et Notre-Dame.
L'église Notre-Dame-la-Riche est une église de la ville de Tours dans le Vieux-Tours, rue Georges-Courteline, en Indre-et-Loire. Elle a donné son nom à la ville de La Riche.

## Historique
Saint Lidoire a construit une église à l'emplacement du cimetière des chrétiens au IVe siècle.
Une église Notre-Dame-la-Pauvre est mentionnée au Xe siècle sur l'emplacement de la tombe de l'évêque saint Gatien. Les textes attestent l'existence de cette église dédiée à Notre-Dame-la-Pauvre à partir de 920. 
L'église est reconstruite plusieurs fois. Elle est connue sous l'appellation Notre-Dame-la-Riche depuis 1141. Il ne reste de cette église que la crypte Saint-Gatien, située hors du plan de l'église actuelle.
L'église actuelle a été reconstruite au XVe siècle mais sur un plan plus petit que l'église précédente. Elle est mise à sac par les protestants en 1562 qui endommagent la nef et les collatéraux. Des travaux de restauration sont entrepris avant 1570.
En 1746, le jubé en bois est remplacé par une grille en ferronnerie. En 1775, le pilier dit de La Riche, vestige de l'église romane, est abattu.
Pendant la Révolution, l'église est utilisée pour fabriquer du salpêtre. Elle est rendue au culte en 1798. Une première restauration de l'église est effectuée entre 1818 et 1820.
L'église a été restaurée et partiellement reconstruite par l'architecte Gustave Guérin (1814-1881) entre 1860 et 1866. Elle est surélevée et couverte de voûtes en brique. l'ancienne charpente apparente est réutilisée pour la nouvelle couverture. Les collatéraux et les portails ouest et sud sont reconstruits,.
L'édifice a été inscrit au titre des monuments historiques le 30 mars 1926.

Extérieur de l'église
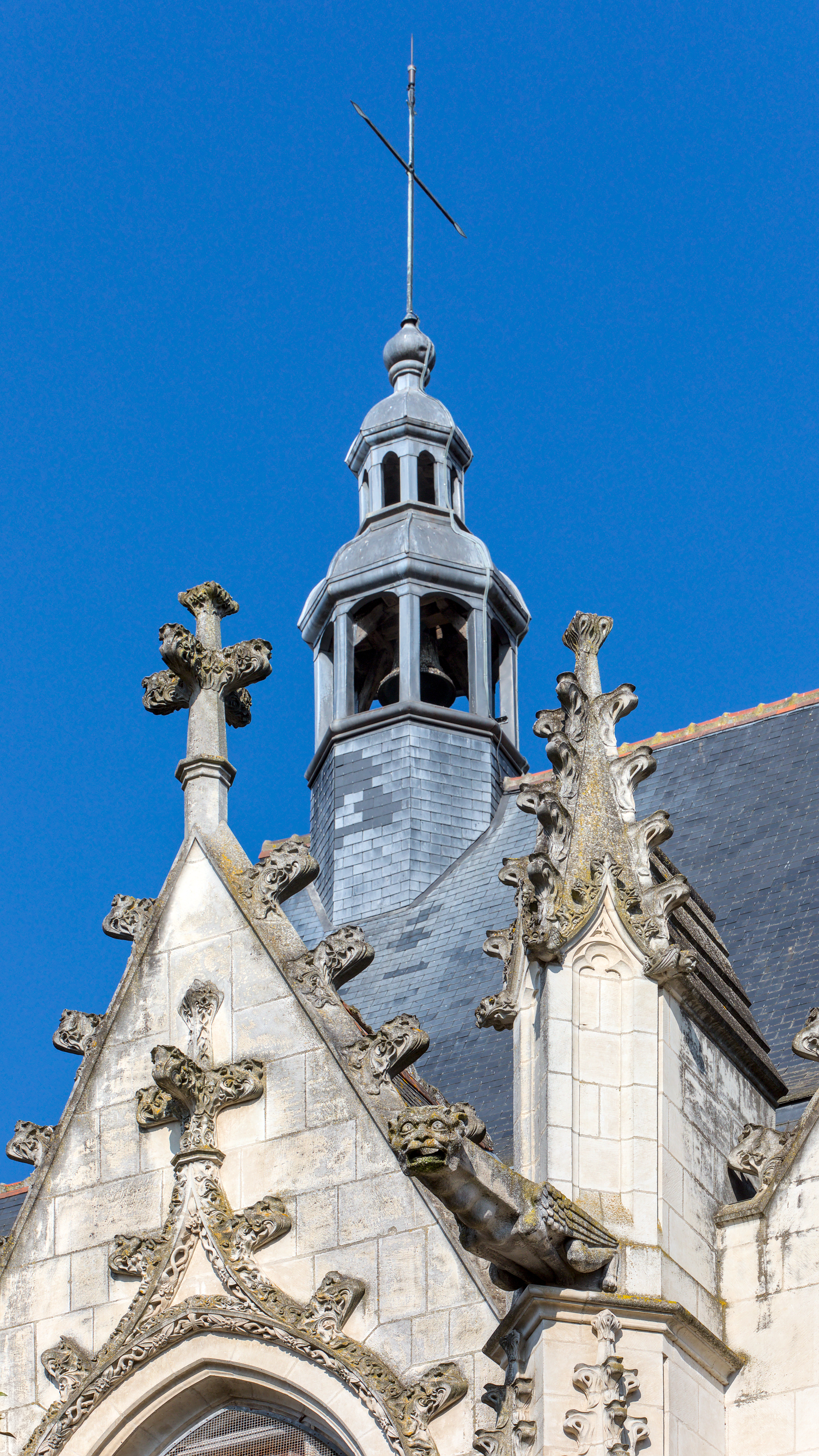
Tour, pinacles et gargouilles
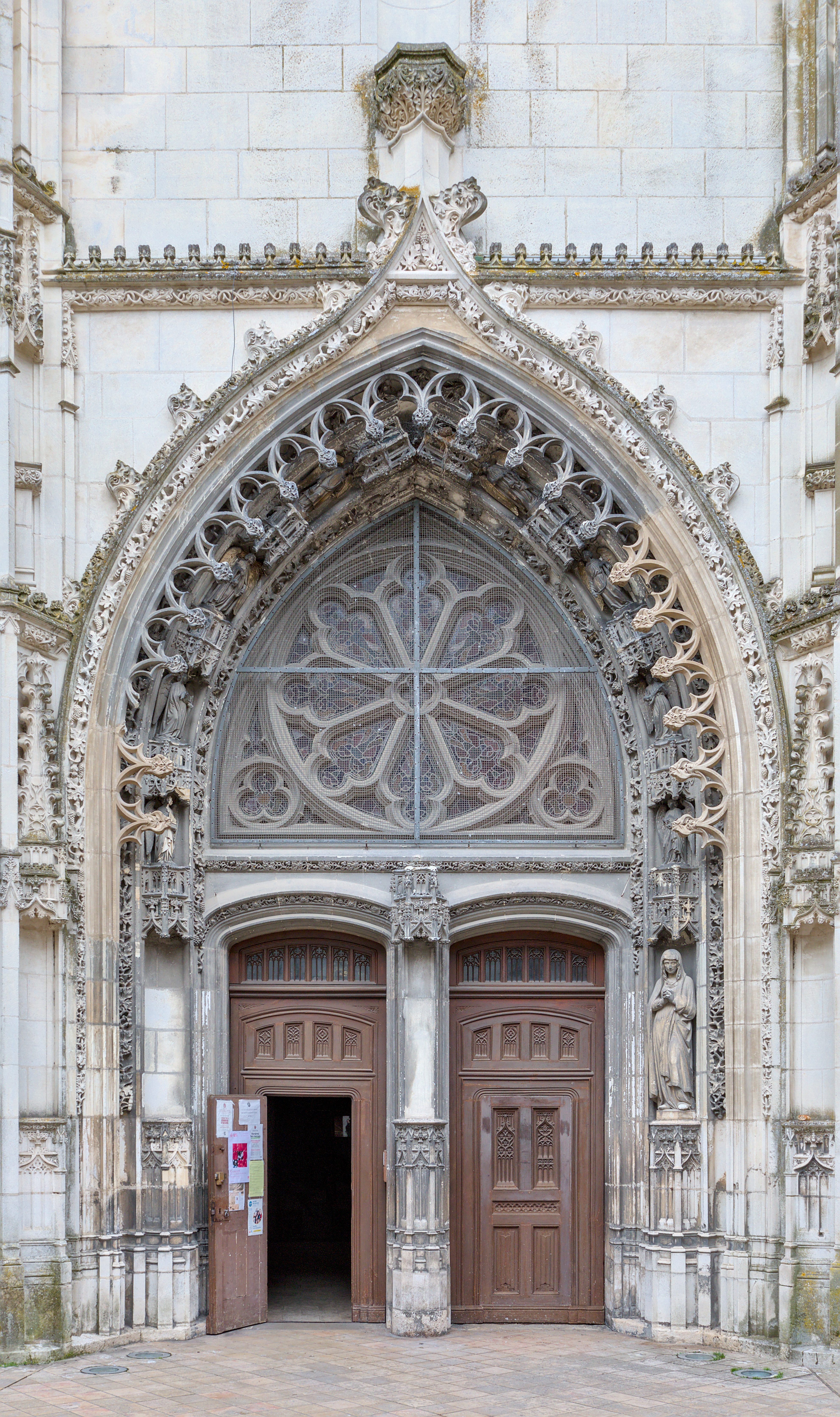
Portail sud
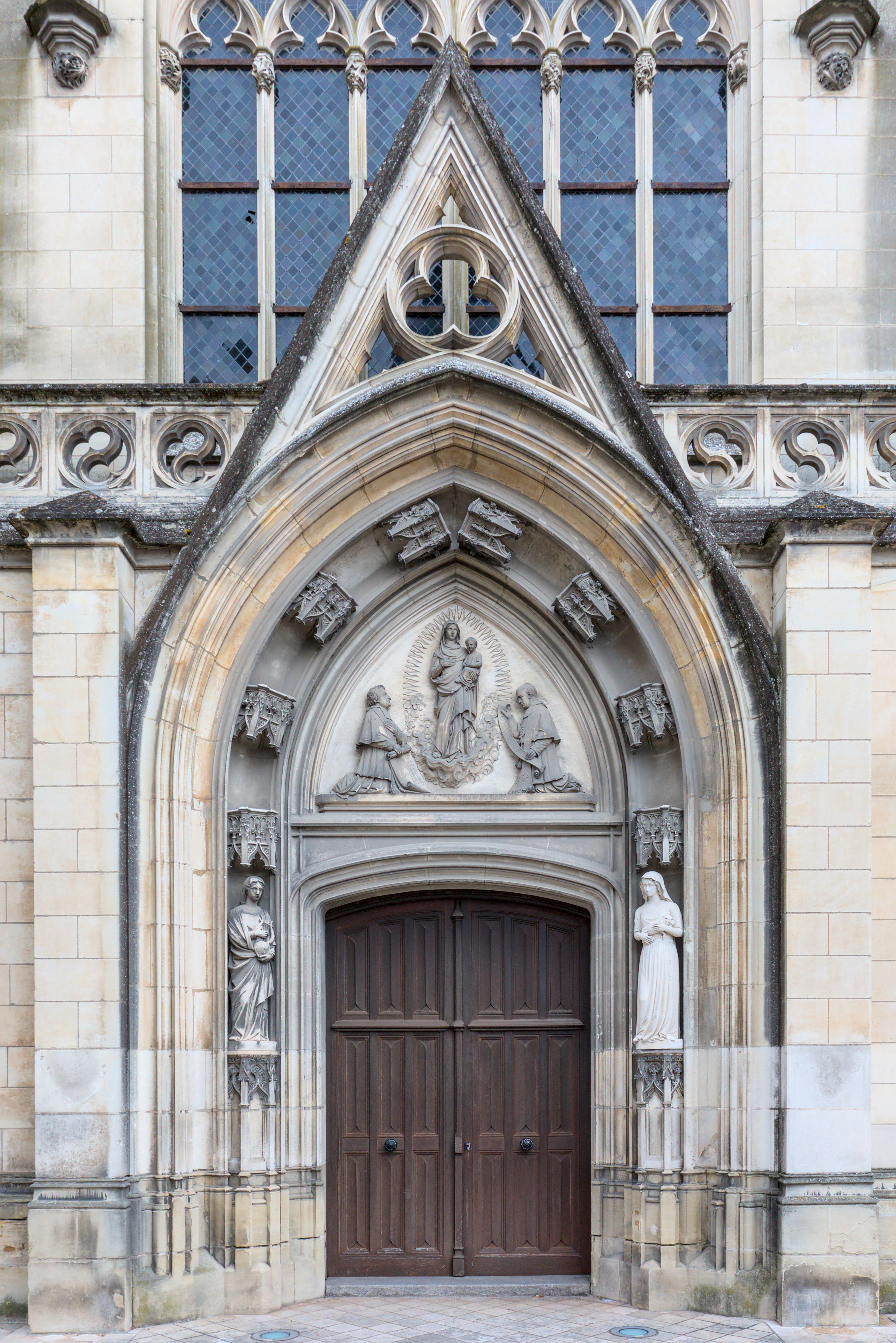
Portail ouest
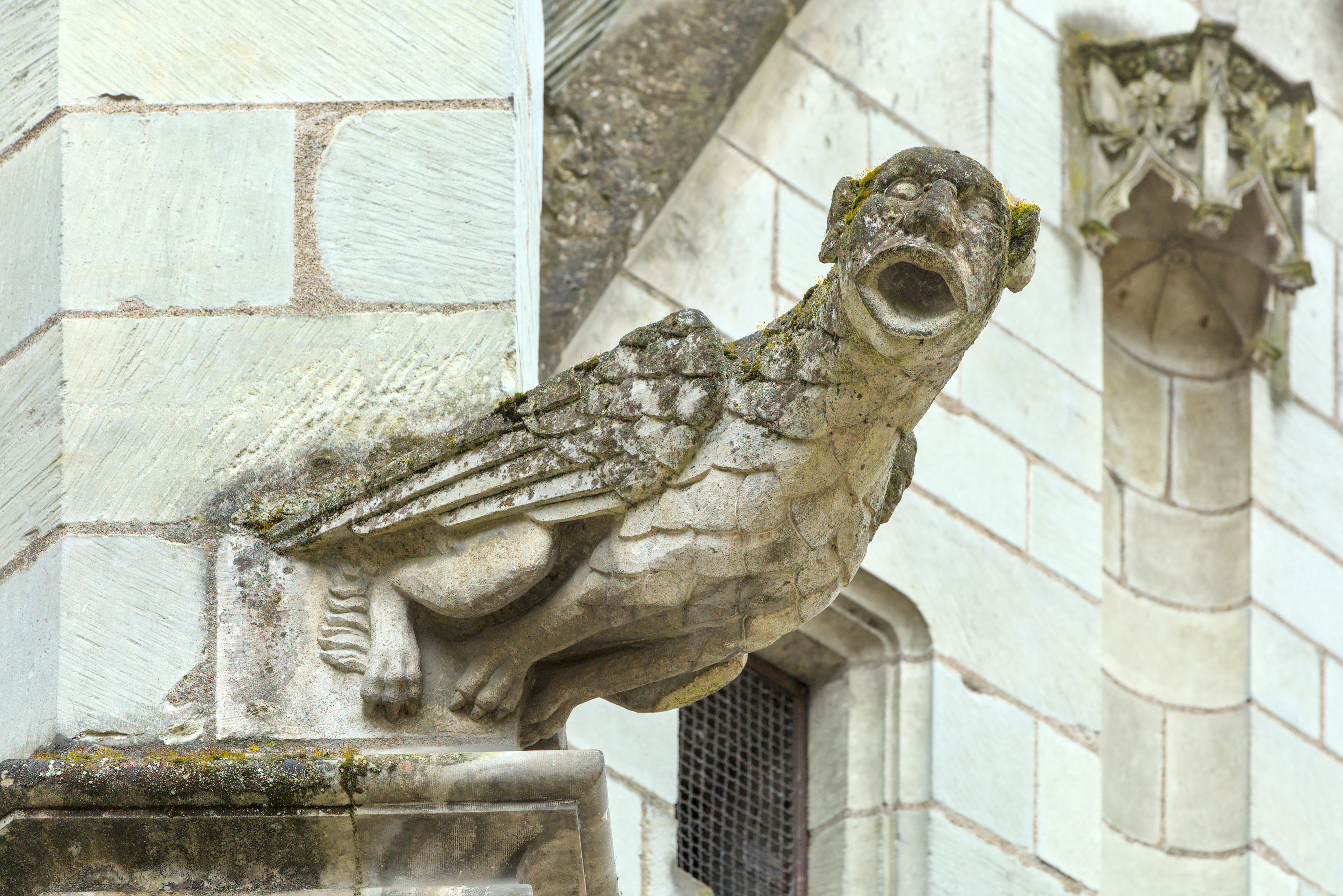
Une gargouille sur la façade nord
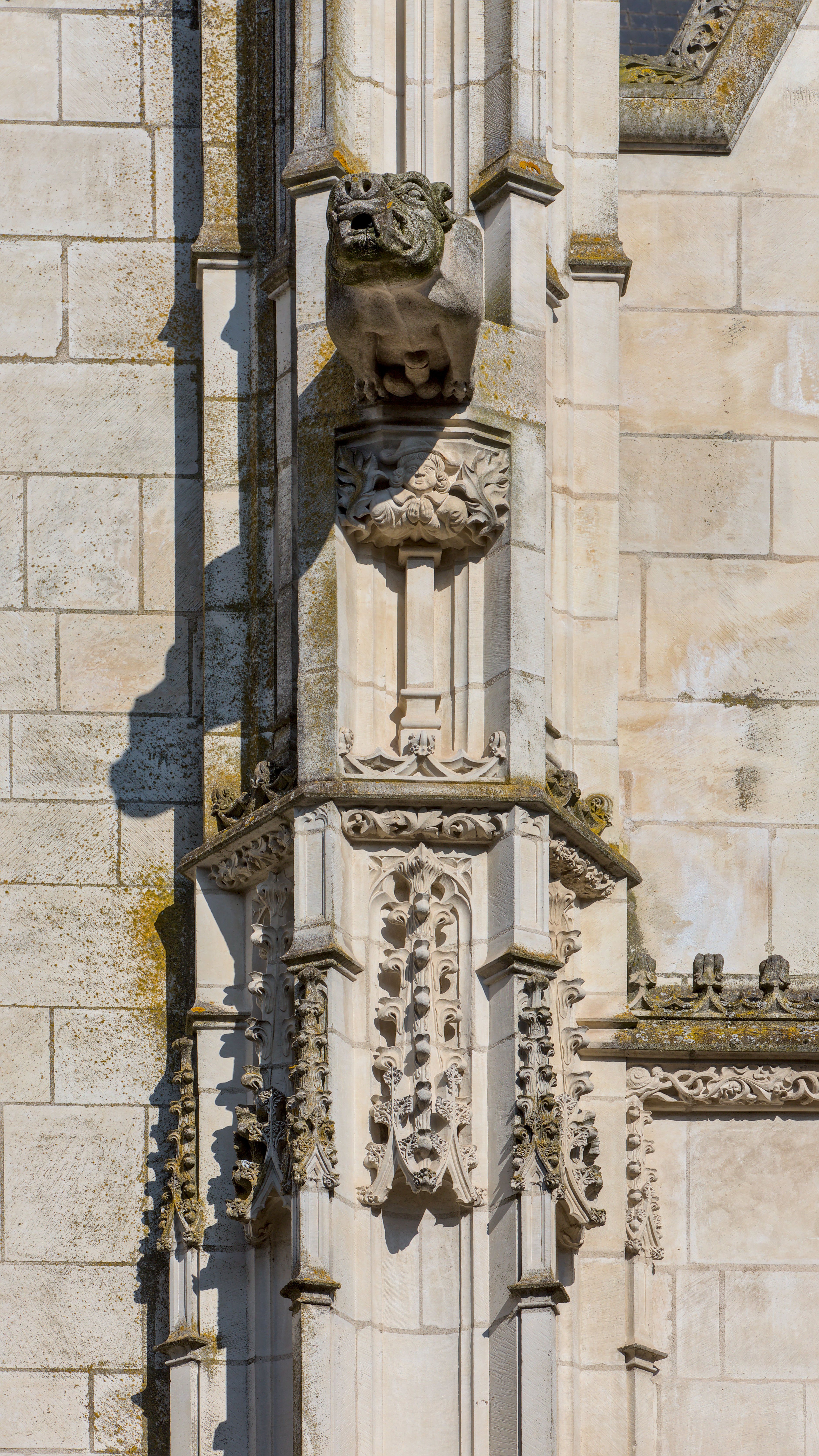
Une gargouille et des motifs sculptés sur la façade sud

## Décor
L'église possède un groupe de cinq statues du XVIIe siècle représentant le Mariage de la sainte Vierge, avec le Grand prêtre, la Vierge, saint Joseph, sainte Anne et saint Joachim, réalisées par le sculpteur tourangeau Antoine Charpentier pour le couvent des Minimes près du château de Plessis-lès-Tours,.
L'église possède plusieurs verrières du XVIe siècle,.
On y trouve les reliques de Saint François de Paule, exposées dans le reliquaire sur le mur latéral Nord.

Mobilier
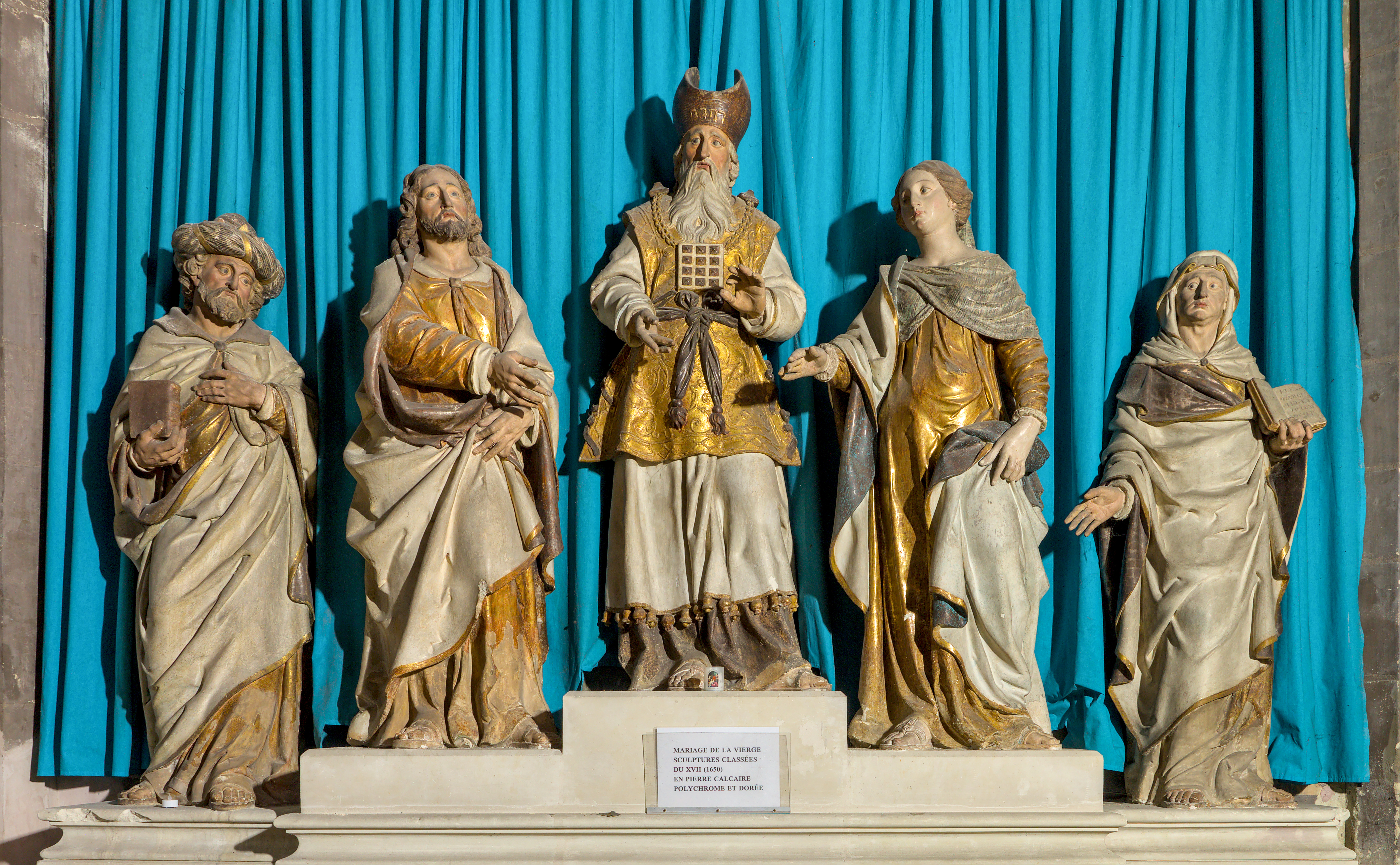
Groupe sculpté du Mariage de la Vierge, réalisé en 1650 par Antoine Charpentier
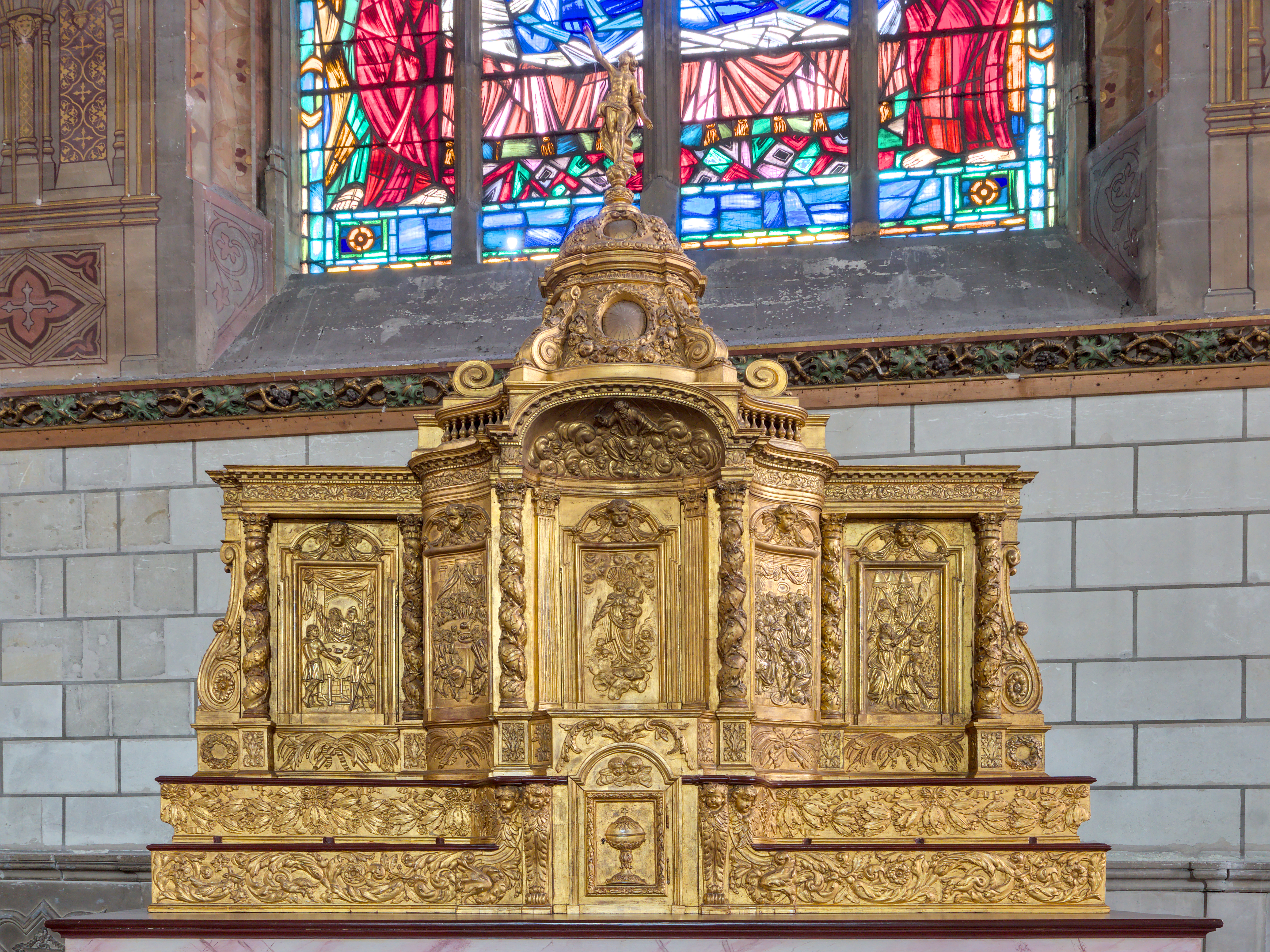
Tabernacle doré du 17e siècle
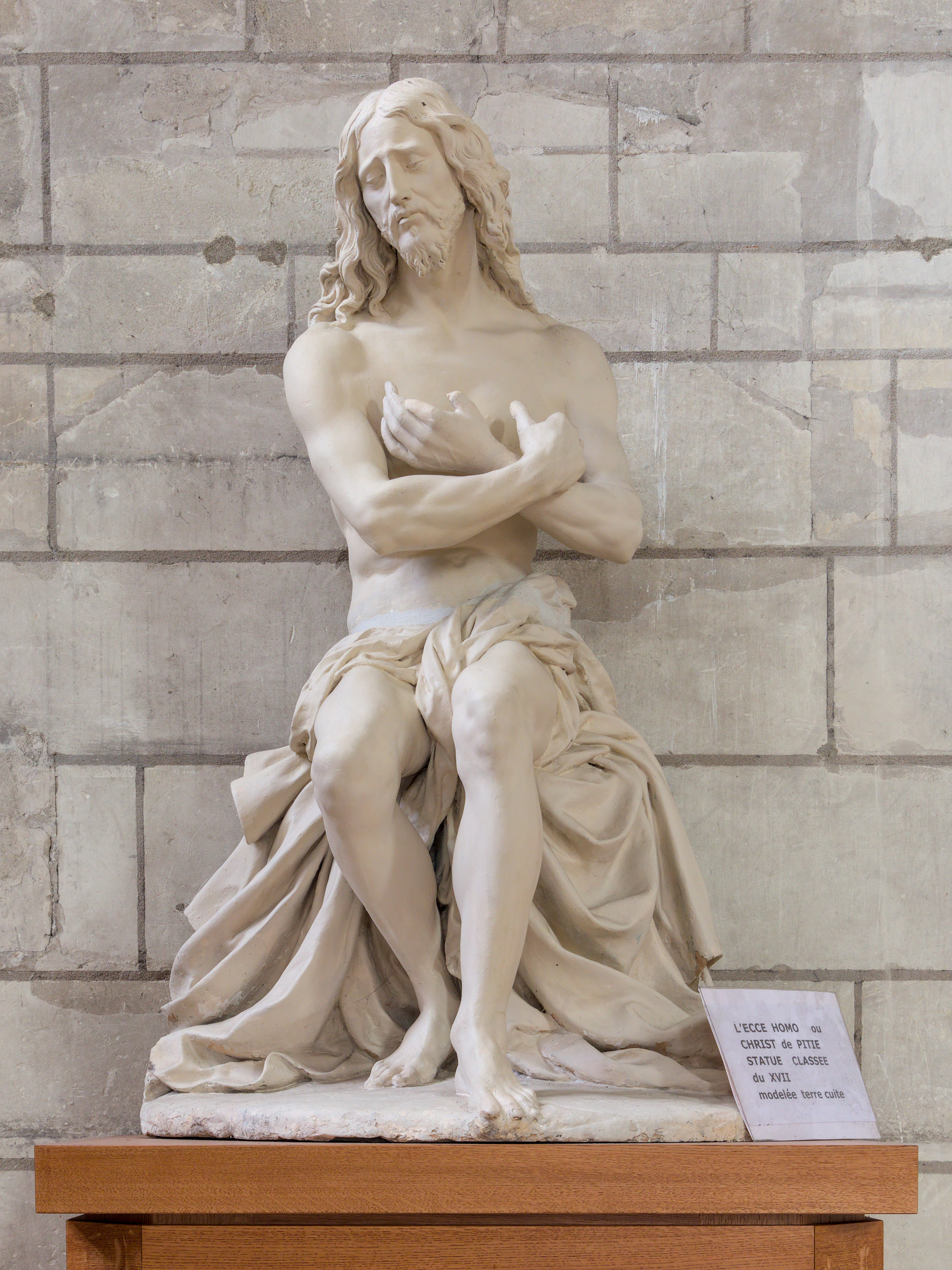
Ecce Homo, statue du 17e siècle
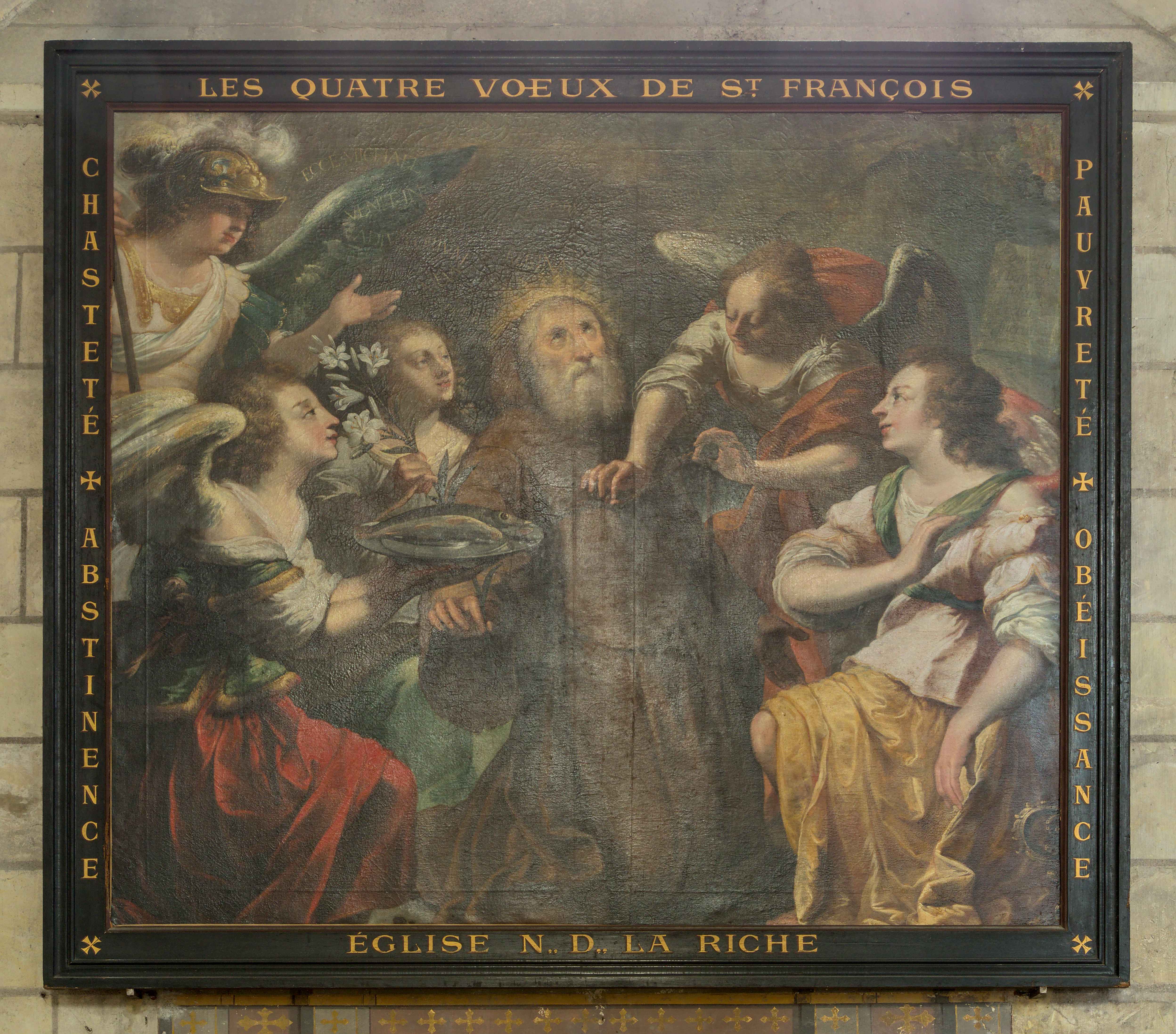
Les Quatre Voeux de Saint François de Paule, par Jérémie le Pileur
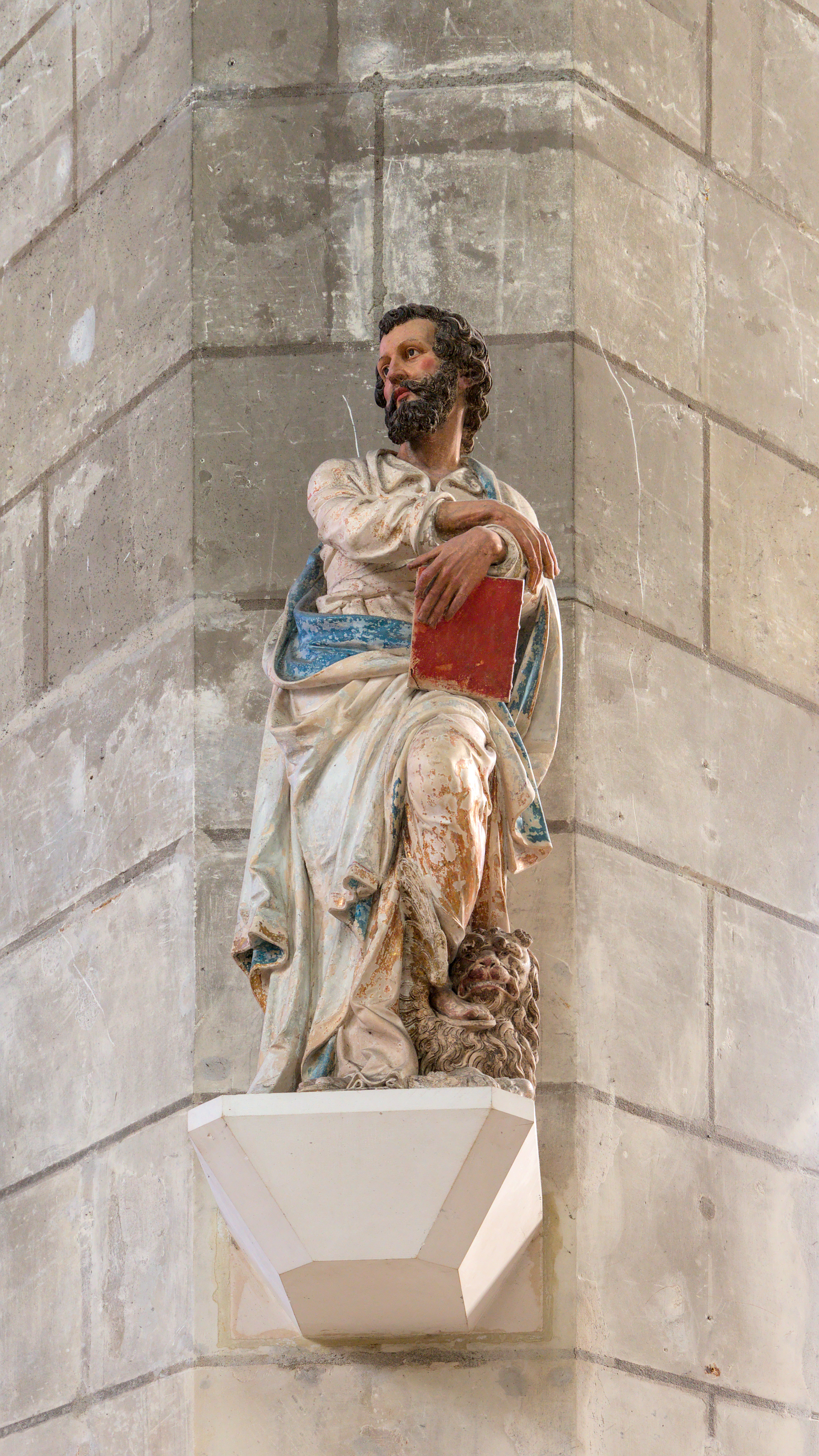
Statue de Saint Marc, par Charles Hoyau, 17e siècle, terre cuite
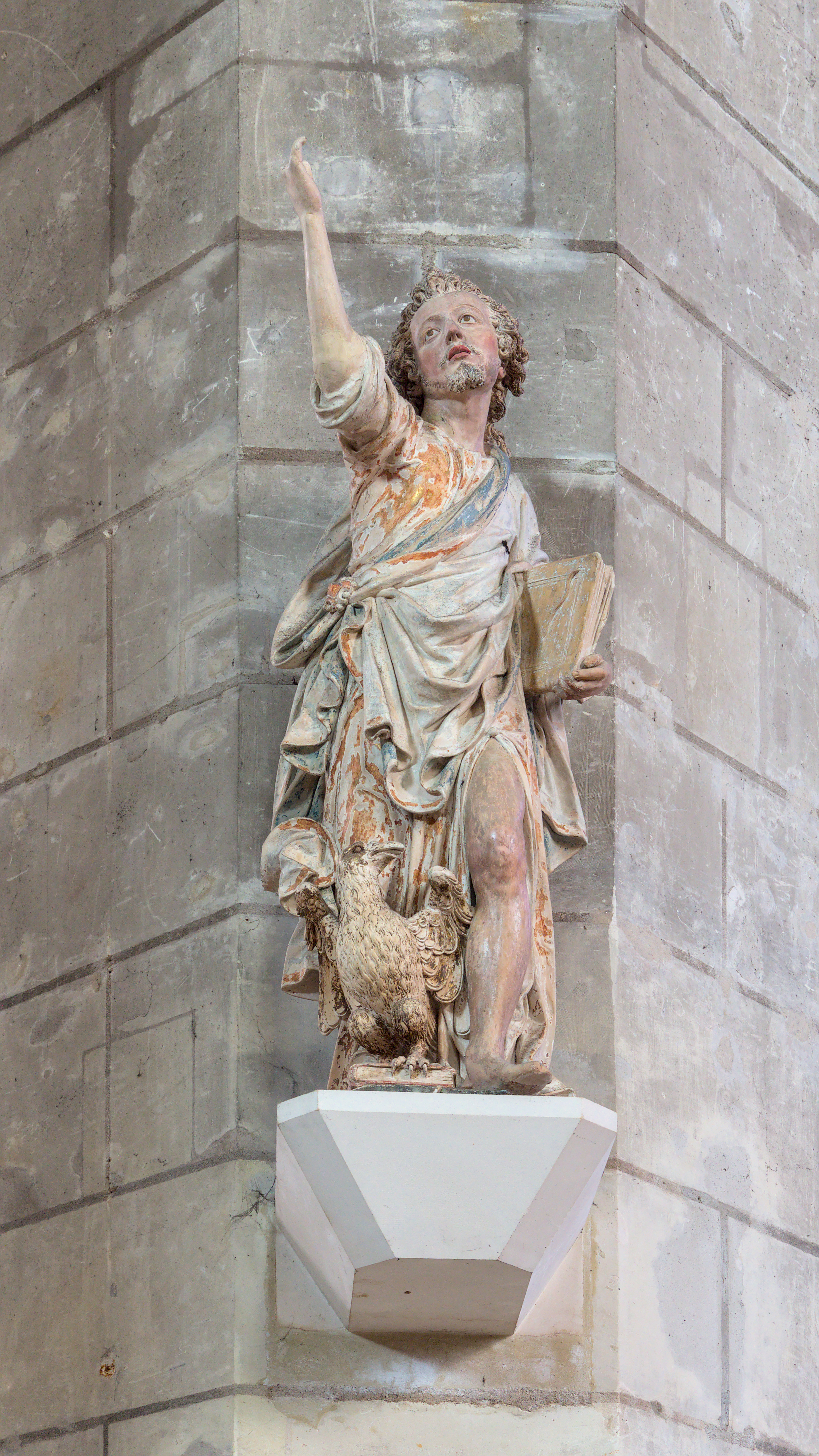
Statue de Saint Jean, par Charles Hoyau, 17e siècle, terre cuite

Verrières
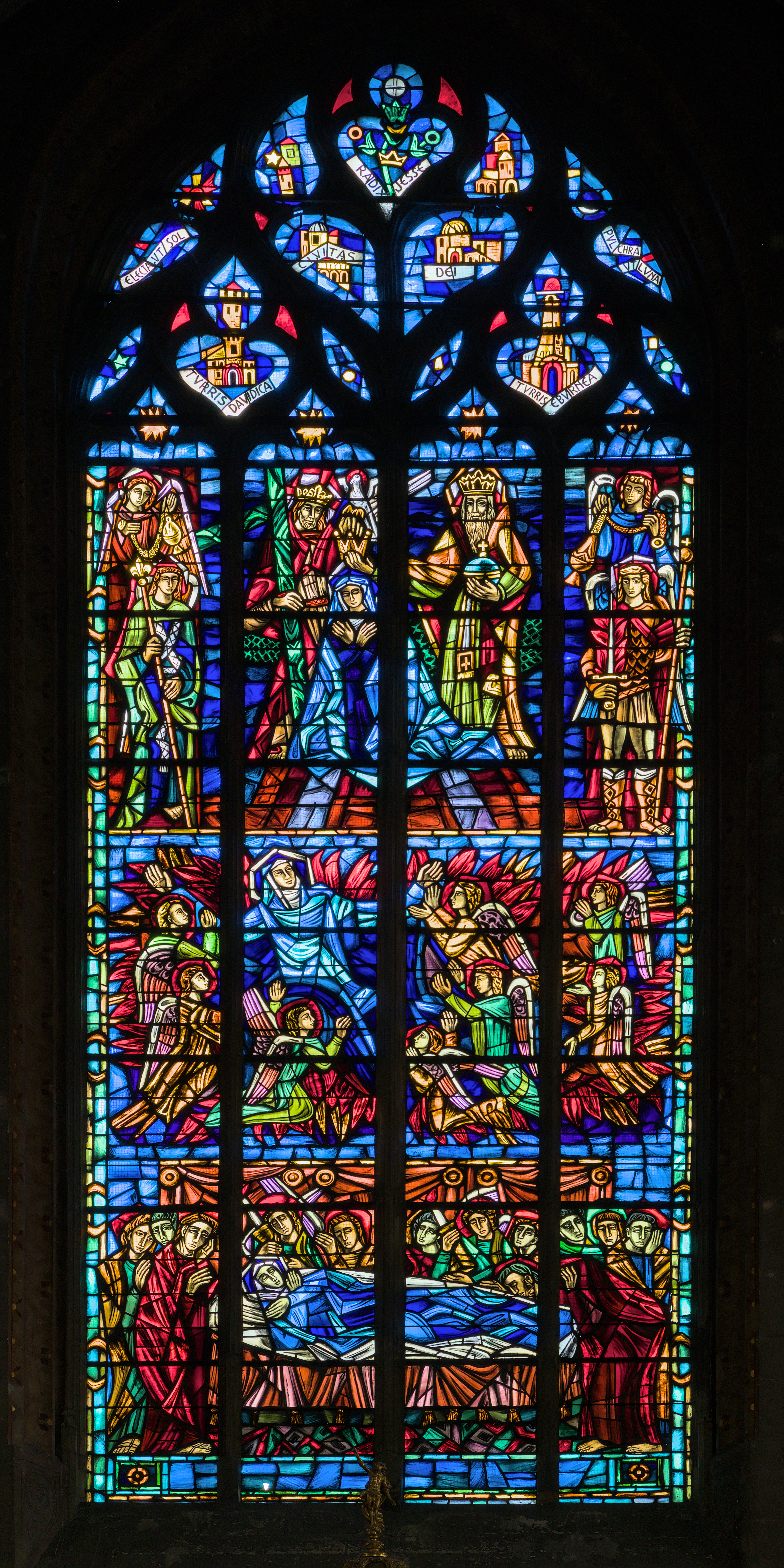
La Mort de la Vierge (atelier Lobin, 19e siècle)
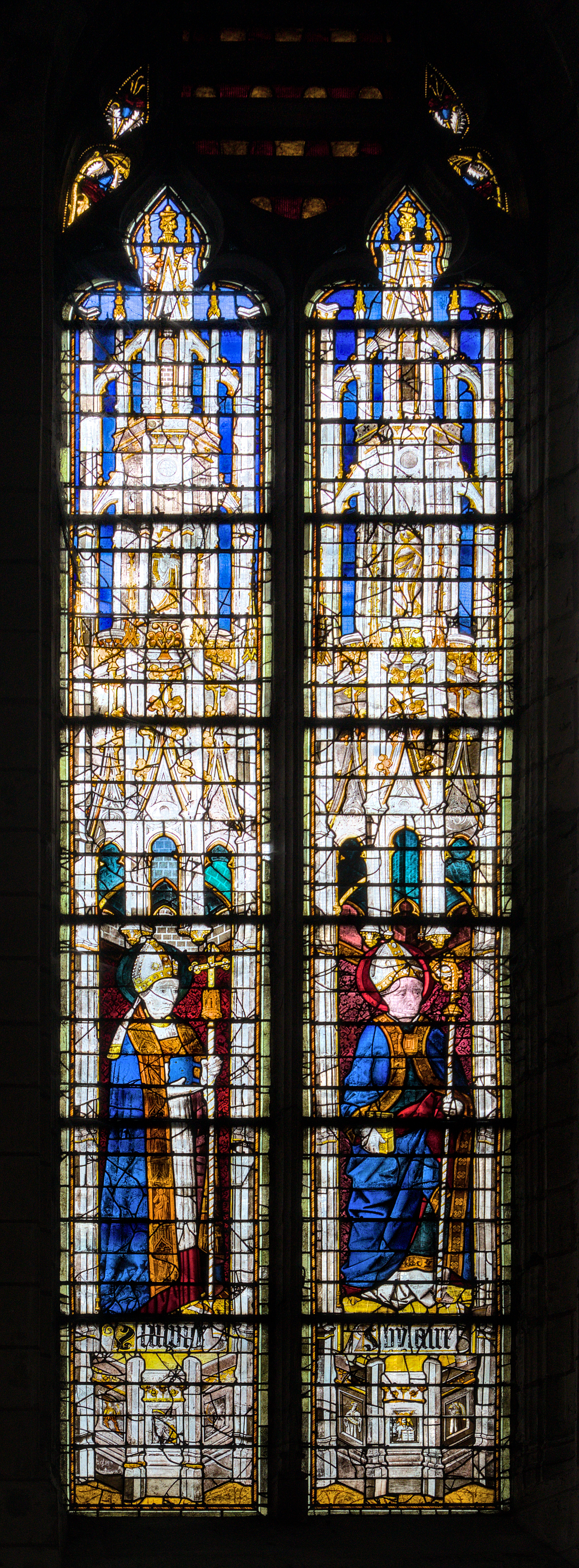
Saint Hilaire et Saint Sulpice (16e siècle)
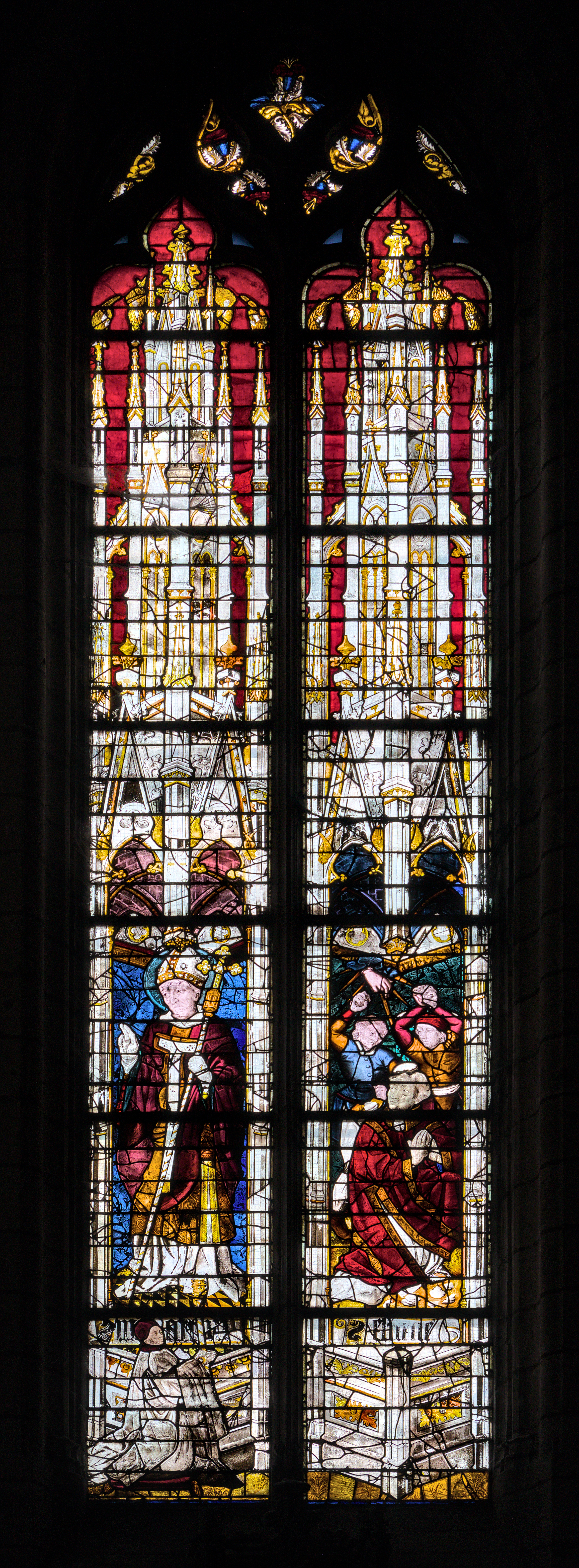
Saint Martin et la Lapidation de Saint Étienne (16e siècle)
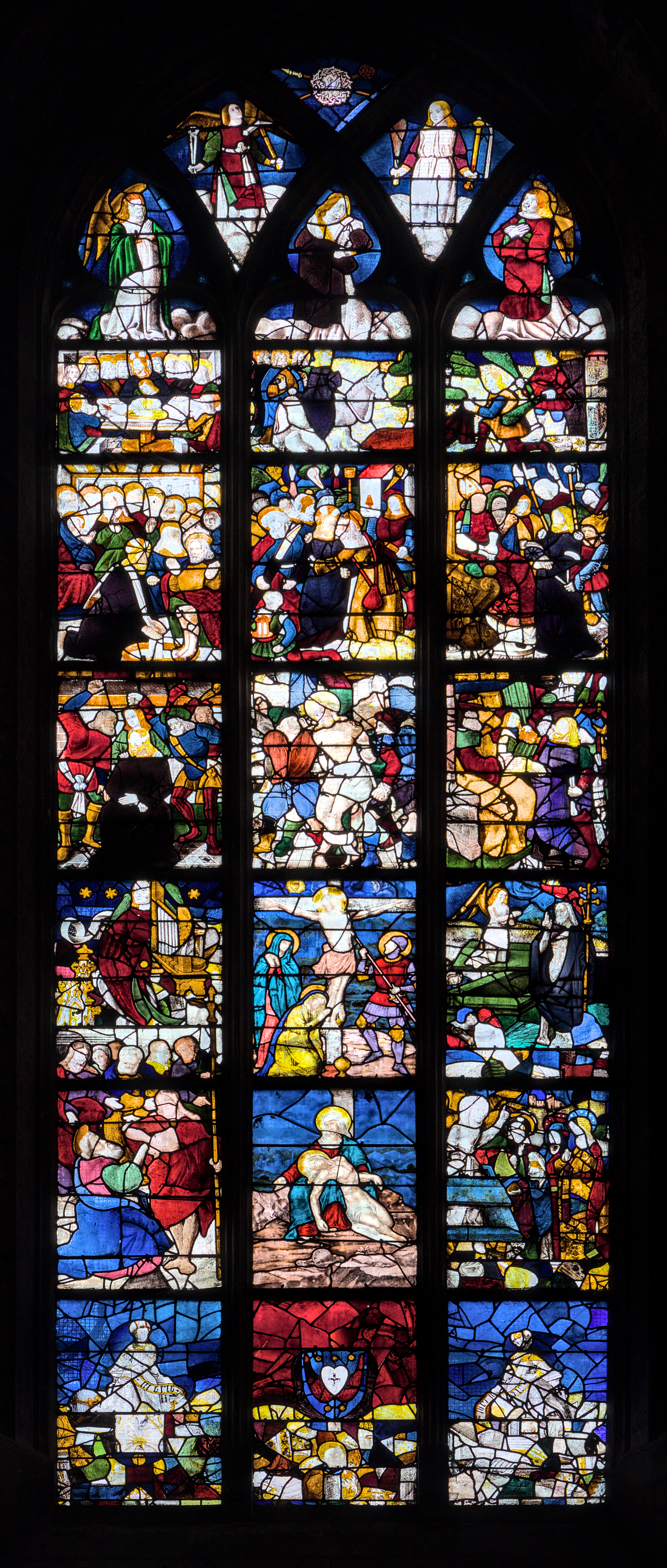
Scènes de la Passion (16e siècle)
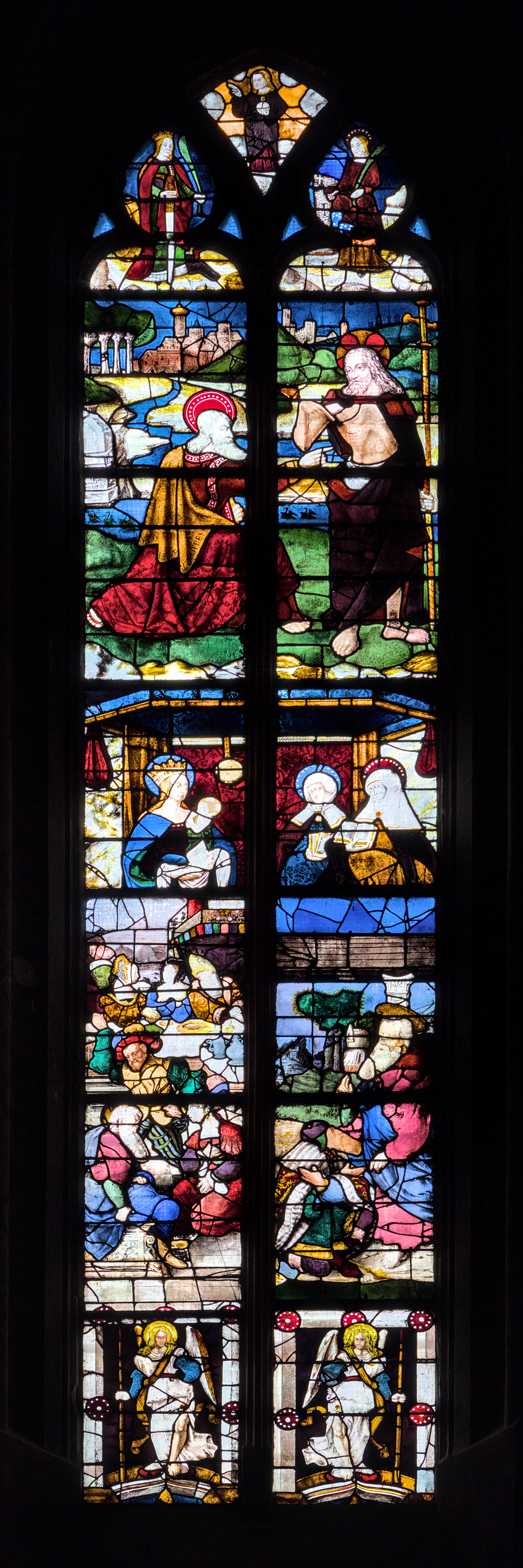
Parenté de la Vierge (16e siècle)
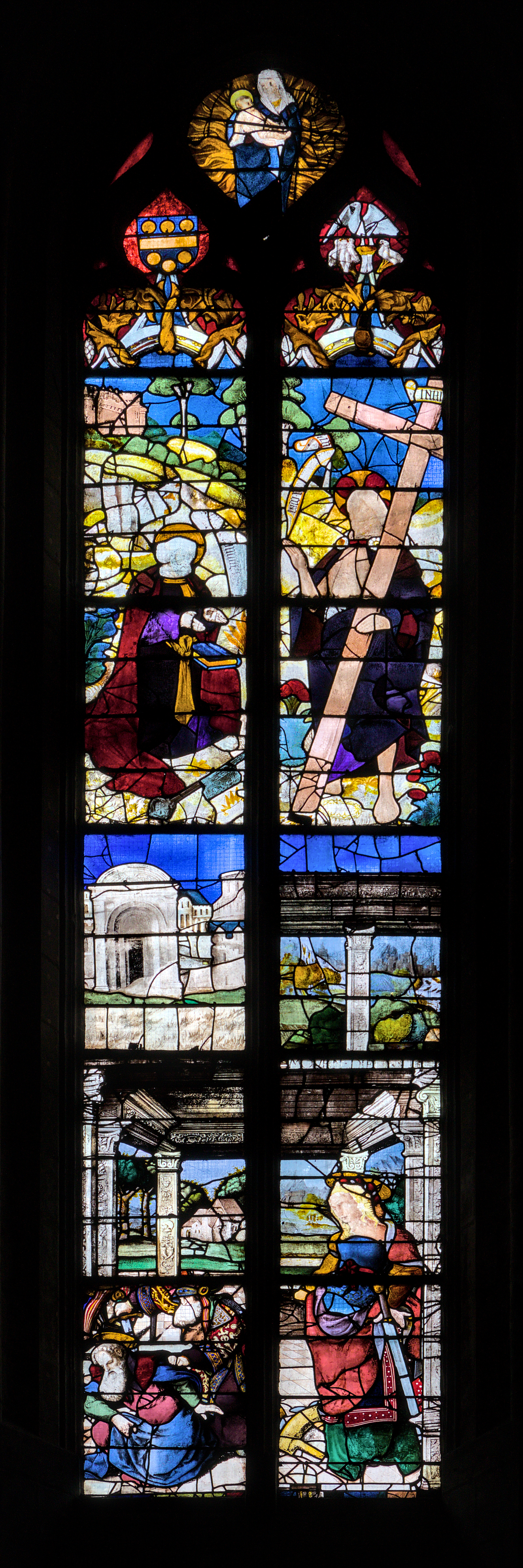
Apparition du Christ à Saint Pierre (16e siècle)
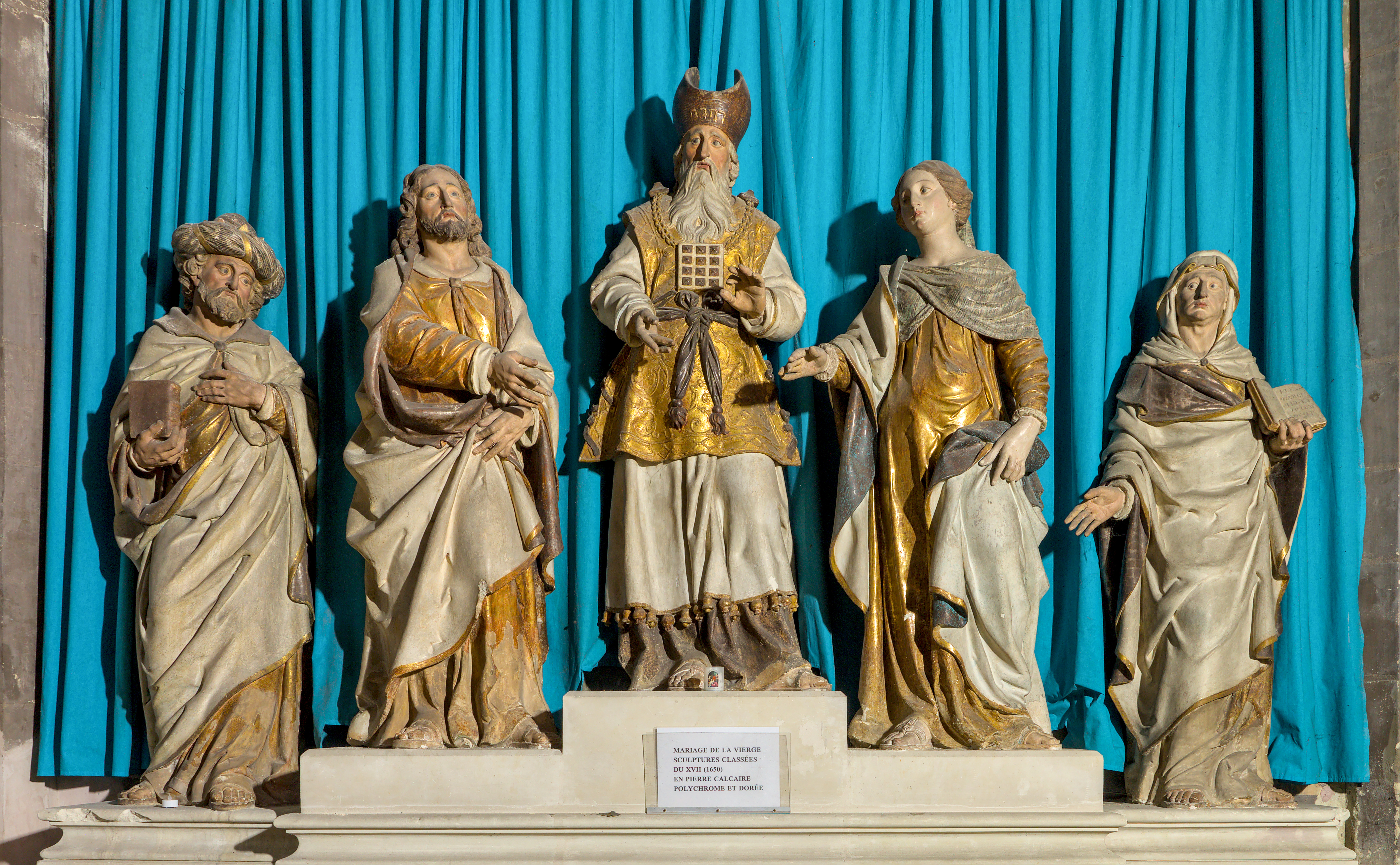
Baptême de Corneille, soldat romain, par Saint-Pierre (19e siècle)